# Сильвио, Луис
Луис Сильвио Дануэлло (порт. Luís Sílvio Danuello; 28 января 1960, Жулиу-Мескита, Бразилия) — бразильский футболист.

## Карьера
Дануэлло — воспитанник небольшого клуба «Марилия», выигравшего с помощью Луиса важный бразильский молодёжный турнир, «Тача Сан-Паулу». Затем состоялся переход в команду «Палмейрас», а оттуда отправился в аренду в «Понте Прету». Тем временем, за океаном в Италии, сезон Серии А 1980/81 года стал знаковым, поскольку впервые за десятилетие границы вновь были открыты. Это позволило итальянским клубам приобретать игроков у иностранных футбольных федераций. Запрет был наложен в 1966 году из-за неудачного выступления итальянской сборной на чемпионате мира. В свою очередь, «Пистойезе» обратил свое внимание на бразильский рынок, отправив в южноамериканскую страну тренера Джузеппе Малавази. Примечательно, что изначально, целью тренера был нападающий «Палмейрас» Палиньо, но по случаю матча чемпионата Сан-Паулу между клубами «Понте-Прета» и «Комерсиаль», итальянский тренер решил посетить и этот матч. Малавази во время игры обратил внимание на молодого 20-летнего Луиса (Дануэлло) Сильвио, и был впечатлен его игрой. 1 июня Луис стал игроком «Пистойезе».